# Cromatografie pe hârtie

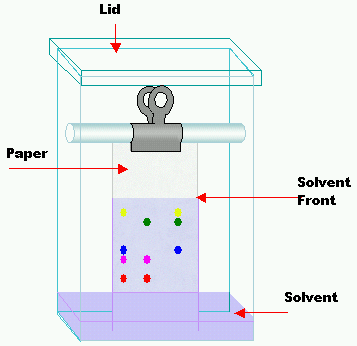
Schemă a cromatografiei pe hârtie: se observă migrarea compușilor pe hârtia îmbibată cu fază mobilă.

Cromatografia pe hârtie este o metodă de separare cromatografică planară utilizată pentru separarea unor substanțe sau compuși colorați.. Fiind o metodă mai veche, astăzi este folosită mai mult în scop didactic, iar în locul ei se folosesc alte tehnici de cromatografie planară, precum cromatografia pe strat subțire. Este o metodă bazată pe repartiția lichid-lichid.

## Principiu
Faza mobilă folosită este de obicei un amestec de solvent organic polar cu apa, iar faza staționară este apa. Rolul hârtiei este de a oferi un suport pentru apă, aceasta fiind de fapt faza staționară (cromatografie lichid-lichid). Faza mobilă urcă de-a lungul fazei staționare datorită capilarității.